# خانم دکتر ملوانان را بیشتر می‌پسندد
خانم‌دکتر، ملوانان را بیشتر می‌پسندد (ایتالیایی: La dottoressa preferisce i marinai) یک کمدی سکسی سبک ایتالیایی است که در سال ۱۹۸۱ منتشر شد.

## بازیگران
- آلوارو ویتالی
- رنتسو مونتانیانی
- گوردون میچل
- جینو پانیانی
- لوکا اسپورتلی
- پائولا سناتوره
- برونو مینیتی
- لوچو مونتانارو
- سابرینا سیانی
- توماس رودی